# تاکسی دیوانه (بازی ویدئویی)
«تاکسی دیوانه» (انگلیسی: Crazy Taxi) یک بازی ویدئویی در سبک بازی ویدئویی مسابقه‌ای است که توسط سگا و در سال ۱۹۹۹ و در پلت‌فرم دریم‌کست منتشر شده‌است.